# GirlsSpkOut
GirlsSpkOut (cách điệu thành #GirlsSpkOut) là mini-album tiếng Nhật thứ hai của ca sĩ Hàn Quốc Kim Tae-yeon. Album được lên lịch phát hành vào ngày 18 tháng 11 năm 2020 bởi SM Entertainment Japan. EP sẽ được phát hành theo 2 phiên bản đĩa cứng với phần bìa khác nhau bởi Universal Music Japan và EMI Records.

## Danh sách bài hát
| #GirlsSpkOut track listing | #GirlsSpkOut track listing          | #GirlsSpkOut track listing | #GirlsSpkOut track listing                                                         | #GirlsSpkOut track listing                                                         | #GirlsSpkOut track listing |
| STT                        | Nhan đề                             | Phổ lời                    | Phổ nhạc                                                                           | Phối khí                                                                           | Thời lượng                 |
| -------------------------- | ----------------------------------- | -------------------------- | ---------------------------------------------------------------------------------- | ---------------------------------------------------------------------------------- | -------------------------- |
| 1.                         | "#GirlsSpkOut" (featuring Chanmina) | eill [ ja ] Chanmina       | Megan Lee Shawn Halim Adien Lewis Willie Weeks                                     | Megan Lee Shawn Halim Adien Lewis Willie Weeks                                     | 3:31                       |
| 2.                         | "Worry Free Love"                   | MEG.ME [ ja ]              | Andreas Carlsson Melanie Joy Fontana Michel 'Lindgren' Schulz                      | Andreas Carlsson Melanie Joy Fontana Michel 'Lindgren' Schulz                      | 3:28                       |
| 3.                         | "Be Real"                           | Boyhood                    | Joe Lawrence                                                                       | Joe Lawrence                                                                       | 3:39                       |
| 4.                         | "I Do"                              | MEG.ME [ ja ]              | Celine Helgemo Sebastian Aasen Per Kristian Ottestad [ no ] Sheila Simmenes [ no ] | Celine Helgemo Sebastian Aasen Per Kristian Ottestad [ no ] Sheila Simmenes [ no ] | 3:53                       |
| 5.                         | "Sorrow"                            | Sara Sakurai               | minGtion E Jae                                                                     | minGtion E Jae                                                                     | 3:25                       |
| Tổng thời lượng:           | Tổng thời lượng:                    | Tổng thời lượng:           | Tổng thời lượng:                                                                   | Tổng thời lượng:                                                                   | 17:56                      |

| GirlsSpkOut DVD track listing | GirlsSpkOut DVD track listing                 | GirlsSpkOut DVD track listing |
| STT                           | Nhan đề                                       | Thời lượng                    |
| ----------------------------- | --------------------------------------------- | ----------------------------- |
| 1.                            | "#GirlsSpkOut" (Music Video & Visual Makings) |                               |